# Kristján Helgason
Kristján Helgason (ur. 27 marca 1974) –  islandzki zawodowy snookerzysta .

## Kariera
Helgason zawodowcem został w 1995. W 1998 dotarł do 1/48 finału Irish Open, przegrywając 3–5 z Billym Snaddonem, ale w tym sezonie nie odniósł już żadnych sukcesów w żadnym turnieju.
W kolejnym sezonie dotarł do 1/32 finału Scottish Open 2000, gdzie pokonał Nicka Pearce’a, Johna Reada i Jamiego Burnetta, zanim przegrał 3–5 z Markiem Williamsem. Podczas Mistrzostw Świata pokonał Joego Jogię, Johna Lardnera, Joe Johnsona, Roda Lawlera i Terry'ego Murphy'ego, co pozwoliło mu na spotkanie w pierwszej rundzie w Crucible Theatre ze Stephenem Lee. Helgason, który jako pierwszy Islandczyk pojawił się w Crucible, przegrał 3–10.
W 1/48 finału China Open w 2002 r. Helgason zmierzył się z Anthonym Hamiltonem, budując przewagę 4–0 dzięki kolejnym breakom 93, 91 i 83; jednak Hamilton wygrał kolejne pięć frejmów i odniósł zwycięstwo 5–4.
Podczas British Open 2002 Helgason po raz trzeci grał w 1/16 turnieju rankingowego. Pokonał tam Jina Longa, Ryana Daya, Stuarta Binghama, Patricka Wallace’a i Dave’a Harolda, ale przegrał z Paulem Hunterem 3–5.
Osiągnąwszy najwyższą w karierze pozycję w rankingu (66. miejsce) w sezonie 2003/2004, Helgason zagrał tylko w dwóch pierwszych turniejach, przegrywając w LG Cup 4–5 z Ianem Brumbym i w British Open 4–5 z Michaelem Wildem. Sezon zakończył na 103. miejscu, a status zawodowy stracił w wieku 30 lat.
W marcu 2020 roku grał w turnieju Gibraltar Open.

## Występy w turniejach w karierze
| Ranking                    |               |               |               | 105           | 74            | 70            | 75            | 66            |               |               |               |               |
| Turnieje rankingowe        |               |               |               |               |               |               |               |               |               |               |               |               |
| World Open                 | LQ            | LQ            | LQ            | 1R            | LQ            | LQ            | LQ            | LQ            | A             | NH            | A             | A             |
| UK Championship            | LQ            | LQ            | LQ            | LQ            | 1R            | LQ            | LQ            | LQ            | A             | A             | A             | A             |
| Scottish Open              | LQ            | LQ            | LQ            | 2R            | LQ            | 1R            | 1R            | LQ            | nie rozegrano | nie rozegrano | A             | A             |
| European Masters           | LQ            | A             | LQ            | nie rozegrano | nie rozegrano | LQ            | LQ            | LQ            | nie rozegrano | nie rozegrano | A             | A             |
| Welsh Open                 | LQ            | LQ            | LQ            | LQ            | LQ            | LQ            | LQ            | LQ            | A             | A             | A             | A             |
| Gibraltar Open             | nie rozegrano | nie rozegrano | nie rozegrano | nie rozegrano | nie rozegrano | nie rozegrano | nie rozegrano | nie rozegrano | nie rozegrano | MR            | A             | 1R            |
| World Championship         | A             | LQ            | LQ            | 1R            | LQ            | LQ            | LQ            | A             | A             | A             | LQ            | A             |
| Turnieje nierankingowe     |               |               |               |               |               |               |               |               |               |               |               |               |
| Masters                    | A             | A             | A             | A             | LQ            | A             | A             | A             | A             | A             | A             | A             |
| Non-ranking tournaments    |               |               |               |               |               |               |               |               |               |               |               |               |
| Six-red World Championship | nie rozegrano | nie rozegrano | nie rozegrano | nie rozegrano | nie rozegrano | nie rozegrano | nie rozegrano | nie rozegrano | 2R            | 2R            | RR            | NH            |
| Dawne turnieje rankingowe  |               |               |               |               |               |               |               |               |               |               |               |               |
| Dubai Classic              | LQ            | nie rozegrano | nie rozegrano | nie rozegrano | nie rozegrano | nie rozegrano | nie rozegrano | nie rozegrano | nie rozegrano | nie rozegrano | nie rozegrano | nie rozegrano |
| Malta Grand Prix           | nierankingowy | nierankingowy | nierankingowy | LQ            | NR            | nie rozegrano | nie rozegrano | nie rozegrano | nie rozegrano | nie rozegrano | nie rozegrano | nie rozegrano |
| Thailand Masters           | LQ            | A             | LQ            | LQ            | LQ            | LQ            | NR            | nie rozegrano | nie rozegrano | nie rozegrano | nie rozegrano | nie rozegrano |
| British Open               | LQ            | LQ            | LQ            | LQ            | 1R            | LQ            | 2R            | LQ            | nie rozegrano | nie rozegrano | nie rozegrano | nie rozegrano |
| Irish Masters              | nierankingowy | nierankingowy | nierankingowy | nierankingowy | nierankingowy | nierankingowy | LQ            | LQ            | nie rozegrano | nie rozegrano | nie rozegrano | nie rozegrano |
| China Open                 | nie rozegrano | nie rozegrano | LQ            | LQ            | LQ            | LQ            | nie rozegrano | nie rozegrano | A             | A             | A             | NH            |

| Legenda tabeli wyników              | Legenda tabeli wyników       | Legenda tabeli wyników                     | Legenda tabeli wyników                                                              | Legenda tabeli wyników                     | Legenda tabeli wyników                     |
| ----------------------------------- | ---------------------------- | ------------------------------------------ | ----------------------------------------------------------------------------------- | ------------------------------------------ | ------------------------------------------ |
| LQ                                  | odpadnięcie w kwalifikacjach | #R                                         | odpadnięcie we wczesnej fazie turnieju (WR = runda dzikich kart, RR = faza grupowa) | QF                                         | przegrana w ćwierćfinale                   |
| SF                                  | przegrana w półfinale        | F                                          | przegrana w finale                                                                  | W                                          | zwycięstwo                                 |
| DNQ                                 | nie zakwalifikował/a się     | A                                          | nie brał/a udziału                                                                  | WD                                         | zrezygnował/a w trakcie turnieju           |
| Legenda oznaczeń w tabelach wyników |                              |                                            |                                                                                     |                                            |                                            |
| NH / Nie roz.                       | NH / Nie roz.                | Turniej nie odbył się.                     | Turniej nie odbył się.                                                              | Turniej nie odbył się.                     | Turniej nie odbył się.                     |
| NR / Nie-rank.                      | NR / Nie-rank.               | Turniej nie był zaliczany jako rankingowy. | Turniej nie był zaliczany jako rankingowy.                                          | Turniej nie był zaliczany jako rankingowy. | Turniej nie był zaliczany jako rankingowy. |
| R / Rank.                           | R / Rank.                    | Turniej był zaliczany jako rankingowy.     | Turniej był zaliczany jako rankingowy.                                              | Turniej był zaliczany jako rankingowy.     | Turniej był zaliczany jako rankingowy.     |
| MR / Minor-Rank.                    | MR / Minor-Rank.             | Turniej był zaliczany jako minor ranking.  | Turniej był zaliczany jako minor ranking.                                           | Turniej był zaliczany jako minor ranking.  | Turniej był zaliczany jako minor ranking.  |

## Finały w karierze

### Finały amatorskie: 16 (12-4)
| Rezultat  |     | Rok  | Turniej                          | Przeciwnik             | Wynik |
| --------- | --- | ---- | -------------------------------- | ---------------------- | ----- |
| Zwycięzca | 1.  | 1993 | IBSF World Under-21 Championship | Indika Dodangoda       | 11–7  |
| Zwycięzca | 2.  | 1994 | Iceland Amateur Championship     | Gunnar Valsson         | 9–4   |
| Zwycięzca | 3.  | 1996 | Iceland Amateur Championship     | Johannes Johannesson   | 9–6   |
| Finalista | 1.  | 1996 | EBSA European Championships      | Graham Horne           | 5–8   |
| Zwycięzca | 4.  | 1997 | Iceland Amateur Championship     | Johannes Johannesson   | 9–5   |
| Finalista | 2.  | 1997 | EBSA European Championships      | Robin Hull             | 3–7   |
| Finalista | 3.  | 1998 | Iceland Amateur Championship     | Johannes Johannesson   | 5–9   |
| Zwycięzca | 5.  | 1998 | EBSA European Championships      | Alex Borg              | 7–2   |
| Finalista | 4.  | 2005 | EBSA European Championships      | Alex Borg              | 2–7   |
| Zwycięzca | 6.  | 2012 | Iceland Amateur Championship     | Thorri Jensson         | 9–1   |
| Zwycięzca | 7.  | 2017 | Nordic Snooker Championship      | Patrik Tiihonen        | 5–2   |
| Zwycięzca | 8.  | 2017 | Iceland Amateur Championship     | Jon Ingi Ægisson       | 9–0   |
| Zwycięzca | 9.  | 2017 | European 6-Reds Championship     | Wayne Brown            | 5–2   |
| Zwycięzca | 10. | 2018 | Iceland Amateur Championship     | Guðni Pálsson          | 9–1   |
| Zwycięzca | 11. | 2019 | Iceland Amateur Championship     | Jon Ingi Ægisson       | 9–2   |
| Zwycięzca | 12. | 2019 | European Snooker Open            | Francisco Sanchez-Ruiz | 4–1   |